# Алідорназа альфа
Алідорназа альфа (PRX-110) — це рекомбінантний фермент, розроблений ізраїльською компанією Protalix для лікування муковісцидозу та інших респіраторних захворювань. Вона розщеплює позаклітинну ДНК, що є компонентом густого слизу у дихальних шляхах пацієнтів з муковісцидозом.

## Природа та механізм дії
Алідорназа альфа — це модифікована форма рекомбінантної людської дезоксирибонуклеази I (DNASE1). Цей фермент розщеплює позаклітинну ДНК, яка є компонентом в'язкого слизу, що накопичується у дихальних шляхах пацієнтів з муковісцидозом.
Активність PRX-110 пригнічується актином, який присутній у крові. Дослідження in vitro показали, що алідорназа альфа має значно покращену каталітичну ефективність і спорідненість до ДНК порівняно з ДНКазою I, навіть більше в присутності актину. Алідорназа альфа була раніше перевірена на пацієнтах з кістозним фіброзом (МВ) у завершеному дослідженні фази IIa. у 2018 році.
PRX-110 діє шляхом гідролізу позаклітинної ДНК, що присутня у слизу пацієнтів з муковісцидозом. Ця позаклітинна ДНК сприяє підвищеній в'язкості слизу та його стійкості до деградації, що утруднює дихання. Розщеплюючи ДНК, алідорназа альфа знижує в'язкість слизу, покращуючи його видалення з дихальних шляхів та полегшуючи дихання.

## Спосіб отримання
PRX-110 експресується в рослинних клітинах, де вона хімічно модифікована для протидії інгібування актином, посилюючи ферментативну активність, через систему ProCellEx.
Це інноваційний метод від проталікс, який дозволяє виробляти рекомбінантні білки з рослинних клітин у промисловості. Використання рослинних клітин також забезпечує додаткові переваги у безпеці використання, відсутності ризику передачі патогенів, притаманних системам на основі клітин ссавців, порівняно низькою ціною та можливістю продукувати біофармацевтики у промислових маштабах (Protalix Biotherapeutics).

## Клінічні випробування та застосування
Алідорназа альфа добре переносилася в цьому клінічному дослідженні, не повідомлялося про серйозні побічні ефекти, і всі побічні явища, що виникали під час дослідження, були легкими та минущими за характером. У зразках мокротиння у пацієнтів із муковісцидозом алідорназа альфа демонструє більшу активність порівняно з ДНКазою I, яка природньо продукується організмом, без резистентності до інгібування актину, у розщепленні позаклітинної ДНК та зниженні в'язкості мокротиння. Зокрема, було зафіксовано збільшення об'єму форсованого видиху за одну секунду на 4.1 % від початкового рівня, що є значним показником у порівнянні з іншими препаратами. Також спостерігалося значне зниження в'язкості слизу та вмісту ДНК у зразках мокроти пацієнтів.
Біологічно активна та безпечна для людей алідорназа альфа наразі розробляється для інших показань, де вона може мають потенційну користь. Компанія Protalix ліцензувала алідорназу альфа для інгаляційних показань компанії SarcoMed USA Inc, яка має намір розпочати клінічне випробування саркоїдозу легень.